# Louis Krieber-Gagnon
Louis Krieber-Gagnon (* 10. dubna 1996) je kanadský zápasník–judista afro-karibského původu.

## Sportovní kariéra
Vyrostl v Montréalu u adoptivních rodičů. S judem začal v 6 letech v populárním klubu Shidokan. V kanadské mužské reprezentaci se pohyboval s přestávkami od roku 2012 v polostřední váze do 81 kg. Jako kanadská mládežnická sportovní naděje však přechod mezi muže nezvládá. V roce 2015 vzdal možnost kvalifikovat se na olympijské hry v Riu. Od roku 2016 startuje ve vyšší střední váze do 90 kg.

## Výsledky
| Olympijské hry          |    | — |     |     |     | — |     |     |   |  |  |  |  |  |  |  |  |  |  |  |  |  |  |  |  |
| Mistrovství světa       | —  |   | —   | —   | —   |   | úč. | úč. |   |  |  |  |  |  |  |  |  |  |  |  |  |  |  |  |  |
| Panamerické hry         | —  |   |     |     | —   |   |     |     |   |  |  |  |  |  |  |  |  |  |  |  |  |  |  |  |  |
| Panamerické mistrovství | —  | — | —   | úč. | —   | — | úč. | 7.  | — |  |  |  |  |  |  |  |  |  |  |  |  |  |  |  |  |
| MS juniorů              | —  |   | úč. | úč. | úč. |   |     |     |   |  |  |  |  |  |  |  |  |  |  |  |  |  |  |  |  |
| MS dorostenců           | 5. |   | 1.  |     |     |   |     |     |   |  |  |  |  |  |  |  |  |  |  |  |  |  |  |  |  |